# Hypoxis salina
Hypoxis salina là một loài thực vật có hoa trong họ Hypoxidaceae. Loài này được M.Lyons & Keighery mô tả khoa học đầu tiên năm 2007.